# 舒芜
舒芜（1922年7月2日—2009年8月18日），原名方管，学名方珪德，字重禹，笔名舒芜，男，安徽桐城人，中国作家。

## 生平
1945年1月，胡風創辦的《希望》雜誌創刊號發表了舒蕪的《論主觀》，在左翼文學陣營裏掀起了軒然大波。舒蕪的《論主觀》從哲學的觀點系統闡釋了胡風集團的核心理念——“主觀戰鬥精神”。這些觀點引起何其芳、喬冠華等人的批判。
中華人民共和国成立后，历任广西省文联研究部部长，人民文学出版社编辑、编审，《中国社会科学》杂志编审。因在1955年胡风事件中被指“主动告密”而广受争议。
2009年8月18日晚11点10分在北京复兴医院因心脏功能衰竭逝世，享年87岁。

## 家庭
祖父方守敦。父亲方孝岳。妻子陈沅芷，北京第二十五中学语文教师，1966年被迫害致死。

## 著作
杂文集《挂剑集》、专著《说梦录》、《周作人概观》等。
《舒芜集》（河北人民出版社）八卷。
《麻花堂外集》 （广州文化出版社）1989